# ローラ・チャン
ローラ・チャン（1987年5月13日 - ）は、中国浙江省杭州市出身のタレント。本名、陳 怡（チェン・イー）。

## 来歴
2005年、中国・湖南衛視で放送されているヴォーカルオーディション番組『超級女声』にて、ベスト50に選出されたのをきっかけに、日本の芸能事務所にスカウトされて2006年5月に来日。以降、グラビアやバラエティを中心に活動。
2010年9月15日、配信限定シングル「Lonely Girl〜君とリンクしたい〜」で歌手デビューを果たす。同曲は岡本真夜が作詞・作曲を手がけ、中国語バージョン「Lonely Girl〜想要和你link一起〜」はローラ・チャン自らが訳詞を手がけた。
2010年11月25日には、自らアグネス・チャンに相談してカバーをすることとなった「ひなげしの花」で、CDデビューを果たした。
2012年1月17日、『ヒルナンデス!』の番組内で東京マラソン2012への参加を表明。その動機として同じ名前のタレント、ローラに対抗するためであることを挙げ、「チャンに改名したら?」と茶化す共演者に向かって「ローラを名乗ったのは自分が先だから絶対に譲らない」と語った。マラソンに備えての健康診断では血液型がB型であることが判明した（それまでのプロフィールでは本人の思い込みのままずっとA型と表記されていた）。2月26日の大会当日は、6時間08分56秒というタイムで見事に完走した。
領土問題をめぐって日中関係が緊迫し始めたのとほぼ時期を同じくして、ブログが2012年8月31日の投稿を最後に更新されなくなったが、2013年1月20日に再開。北京に住まいを移し、中国での仕事がメインになっていることを明かした。
2016年10月に挙式。2017年4月に男児を出産。

## 人物
- 好きな食べ物はラーメン、中華まん[7]、味噌汁[8]。苦手な食べ物は生もの[9]。
- 自他共に認めるナルシストで、一日100枚以上自分で自分の写真をデジタルカメラで撮影すると公言している。『ライオンのごきげんよう』に出演した際にも、7歳の時に自分の可愛さに気がついて毎日100枚写真を撮っている。写真の撮り過ぎでマネージャーによく叱られるという[10]。
- 訪日後、1年半ほど語学学校に通い日本語を勉強する[11]。日本語では「ふむふむ」「そだね」という言葉の響きが好きで、良く使うということである[12]。その他で好きな日本語は「接着剤」[13]、「生粋」[14]や「天真爛漫」「賃貸」など「ん」が多く入る言葉[15]、また「ホッチキス」など小さな「っ」の入る発声が中国語にはないため新鮮で気持ちいい発音で「カワイイ」とも述べている[16]。「普段は日本語がスラスラ話せるのに、カメラの前だと片言になる」とも話していたが、周りから「片言はわざと」と思われて「ボビー・オロゴンの真似」とも言われて困ったことがあったという[14]。
- 日本語能力試験N2（旧2級）[17]。
- 中学生時代のあだ名は「花」。これは中国の学校で一番可愛い女子につけられるあだ名であるという[18]。
- 中国では、「ローラ・チャンが日本で“女優”になった」との情報を「AV女優になった」と誤解・曲解した人が増え、同時期に露出度の高い写真集の一部写真がネットに流出したこともあり、波紋を呼んだ。中国語で「女優」という言葉は、「AV女優」の形で使用されることが多いためという[19]。

## 出演

### レギュラー
- 体操の時間。（フジテレビ、2008年）声での出演
- テレビで中国語（NHK教育、2008年3月 -2010年3月）
- 森田一義アワー 笑っていいとも!（2008年7月24日 - 8月28日、フジテレビ）木曜日コーナー担当
- ロケみつ〜ロケ×ロケ×ロケ〜 →　ロケみつ　ザ・ワールド（毎日放送/TBS、2008年10月 - 2014年3月）レギュラー
- ヒルナンデス!（日本テレビ、2011年3月28日 - 2012年3月27日）火曜レギュラー
- 仰天クイズ! 珍ルールSHOW（テレビ東京、2010年12月3日 - 2012年9月4日）レギュラー
- ピラメキーノ（テレビ東京、2011年） 音楽ユニット「黒羅武理威（ブラックラブリイ）」のメンバー「ブアイソ」として不定期出演
- 東京★上海流行通信〜楽活好正点（BS-TBS/星尚チャンネル（上海）、2011年11月27日 - 2013年3月10日）「TOKYOストリート★ナビ」レギュラー

### テレビ
- 所さんの学校では教えてくれないそこんトコロ!（テレビ東京、2008年5月30日・10月24日、2010年2月12日・5月21日・6月25日・12月24日、2011年4月15日・5月20日）
- タモリ倶楽部 「北京オリンピックまっただ中! 潜入!!池袋チャイナタウン」(テレビ朝日、2008年8月15日)
- ザ!世界仰天ニュース（日本テレビ、2008年9月24日、2009年4月8日、2010年12月22日）
- 超ド級!世界のありえない映像  シリーズ （フジテレビ、2009年5月12日・10月5日、2010年1月16日・9月5日・10月2日、2011年4月5日）
- 世界まる見え!テレビ特捜部（日本テレビ、2009年6月1日・2010年8月9日・10月18日）
- みんなでニホンGO!（NHK総合、2009年10月9日・2010年4月1日・5月20日・8月26日）
- スクール革命!（日本テレビ、2010年4月4日・6月20日、2011年4月3日・5月8日）
- DON!（日本テレビ、2010年8月17日・9月23日・10月11日・11月23日・12月23日、2011年1月13日・3月21日）
- ちゃん動画 乙（朝日放送、2010年8月29日）
- 爆問パニックフェイス!（TBSテレビ、2010年11月24日・12月15日、2011年1月2日・2月16日）
- シルシルミシル（テレビ朝日、2010年8月4日・8月11日・9月8日・10月6日・11月3日、2011年1月5日）
- 高校講座世界史　唐帝国の国際性　〜長安を訪れた日本人留学生〜（Eテレ）

### テレビドラマ
- OLにっぽん （日本テレビ、2008年）楊洋 役

### ラジオ
- イマドキッ土曜日（MBSラジオ、2008年10月 - 2009年4月）
- もっとイマドキッ（MBSラジオ、2009年4月 - 2010年4月）
- 東京楽園（NHKワールド中国語放送、2012年4月2日 - ）レギュラー

### 雑誌
- 週刊ヤングマガジン （講談社）
- 週刊ヤングサンデー （小学館）
- ヤングチャンピオン （秋田書店）
- 週刊少年マガジン （講談社、2007年11月7日、2008年8月20日）
- EX大衆（ 双葉社、2007年11月15日）
- 漫画アクション （双葉社、2007年12月4日、2008年2月5日）表紙、巻頭
- 週刊実話 （日本ジャーナル出版、2006年12月26日）
- ヤングアニマル （白泉社、2008年1月25日）表紙
- フォトテクニックデジタル （玄光社、2009年11月号）表紙
- 週刊アスキー（2008年3月4日）グラビア
- 雑誌フライデー （講談社、2008年8月1日）グラビア
- TVガイド （東京ニュース通信社、2008年8月27日）
- 月刊オーディション （白夜書房、2008年9月1日）
- ロト・ナンバーズ「超」的中法 （主婦の友社、2010年4月号）表紙
- 週刊大衆 （双葉社、2010年12月6日）表紙
- 週刊アサヒ芸能 （徳間書店、2011年5月17日）表紙
- CAPA （学研、2011年7月20日）表紙
- 関西珍スポウォーカー （角川マーケティング、2011年8月9日）表紙

連載
- BOMB「日中友好錠薬」 （学研、2008年5月号から）
- 陸上競技マガジン （ベースボール・マガジン社）
- ヤングアニマル「ローラ・チャン誌上ブログ」 （白泉社、2008年5月23日発売号から）
- 日刊スポーツ大阪・名古屋本社版「ローラチャンネル」（2009年4月4日より土曜日テレビ面　東海地方・北陸地方・近畿地方・山口県以外の中国地方・四国地方向け）

### WEB
- DAX LIVE! （スペースシャワーTV、2007年10月29日）
- ハレノチビショウジョ （2008年）
- MSN NTT東日本「もったいないこと見つけ隊!」（2010年）
- MSN 毎日がお祭り騒ぎ! ＦＥＳＴＩＶＥ　ＨＯＮＧ　ＫＯＮＧ 2010「ローラ・チャンが巡る!香港2泊3日弾丸ツアーレポート!!」（2010年）

### CM
- WONDAモーニングショット（アサヒ飲料、2009年8月 - 、国分太一・高田純次と共演）
- ロッテアイスザクリッチ（ロッテ、2012年3月9日 - ）

## リリース作品

### 写真集
- ローラ♥ローラ(TOKYO NEWS MOOK)（2009年1月29日、東京ニュース通信社、撮影：木村智哉）ISBN 978-4863360396

### デジタル写真+ムービー作品集
- 「KISS×KISS×KISS」ローラ・チャン（2011年4月14日、ファンプラス・GザテレビジョンPLUS配信、撮影：平岩亨）

### 配信限定シングル
- 「Lonely Girl〜君とリンクしたい〜」、「Lonely Girl〜想要和你link一起〜」（2010年9月15日、日本クラウン）

### CDシングル
- ひなげしの花（日本クラウン、2010年11月25日）